# Koumbabang
Koumbabang est un village du Cameroun situé dans le département du Haut-Nyong et la région de l'Est.
Il fait partie de la commune de Nguelemendouka.

## Population
Lors du recensement de 2005, Koumbabang comptais 261 habitants.

## Développement
Selon le Plan Communal de Développement de Nguelemendouka (2012), plusieurs mesures ont été envisagées pour le développement de Koumbabang.
1. Equipement en 30 table-bancs dans l'école primaire de Koumbabang
2. Construction d'un point d’eau dans le village
3. Aménagement et ouverture de l’accès au site minier de Koumbabang (sable et graviers)